# Arrondissement Qiaoxi
Het Arrondissement Qiaoxi (桥西区) ligt in de prefectuur Xingtai in de Chinese provincie Hebei. De Gevangenis van Xingtai ligt in Zhangdonggang, 8,5 km van de binnenstad.